# جدعون بوركهارد
جدعون بوركهارد (بالألمانية: Gedeon Burkhard)‏ (و. 1969  م) هو ممثل، وممثل أفلام، وممثل مسرحي، وممثل تلفزي ألماني، ولد في ميونخ.

## جوائز
حصل على جوائز منها:

رومي ‏

## وصلات خارجية
- جدعون بوركهارد على موقع IMDb (الإنجليزية)
- جدعون بوركهارد على موقع روتن توميتوز (الإنجليزية)
- جدعون بوركهارد على موقع مونزينجر (الألمانية)
- جدعون بوركهارد على موقع ألو سيني (الفرنسية)
- جدعون بوركهارد على موقع أول موفي (الإنجليزية)
- جدعون بوركهارد على موقع قاعدة بيانات الأفلام السويدية (السويدية)
- جدعون بوركهارد على موقع قاعدة بيانات الفيلم (الإنجليزية)
- جدعون بوركهارد على موقع كينوبويسك (الروسية)